# Sophia Vossou
Sophia Vossou (em grego: Σοφία Βόσσου), (Patras, 5 de dezembro de 1961) é uma cantora grega, que ficou ιinternacionalmente conhecida por ter representado a Grécia no Festival Eurovisão da Canção 1991 , onde interpretou o tema "I Anixi" (A Primavera) .

## Biografia
Vossou nasceu em 1961 na cidade de Patras. Cresceu em Atenas, onde estudou música. Em 1984, participou no Festival da Canção de Tessalônica, onde ela ganhou o primeiro prémio. Começou a cantar em clubes noturnos e lançou o seu primeiro álbum , "Sophia", um álbum de música pop-rock. Em meados da década de 1990 começou a cantar música folk, se bem que com menos sucesso. O seu álbum "San Alitissa" foi lançado em 2002, mas não foi um grande sucesso. Participou de um grupo de monges da Igreja Cristã Ortodoxa, tendo gravado dois álbuns com eles, com música pop/rock/gospel.

### Televisão
Além da sua carreira musical, Sophia produziu programas populares na rádio. O seu maior êxito é, contudo na televisão. Ela foi a apresentadora de um programa muito popular no Mega Channel. Vossou continuou a sua carreira televisiva com outro programa de manhã noutro canal grego e em 1996 foi um dos professores do "Dream Show" no canal Alpha, um programa muito popular, um show para lançar novos talentos. Atualmente, continua trabalhando para a televisão Alpha , apresentando um programa matutino com o seu antigo parceiro Andreas Mikroutsikos e a sua atual mulher.
Vossou tem participado num papel na sitcom Ola stin Taratsa, no canal Alpha.

## Festival Eurovisão da Canção 1991
Em 1991 ela e Andreas Mikroutsikos foram escolhidos para representar a Grécia no Festival Eurovisão da Canção 1991 em Roma com a canção "I Anixi" ("Primavera"). A canção foi um grande êxito na Grécia e foi disco de platina. Esta canção e a canção composta por ela To Filaraki ("O amigo) são seus maiores êxitos. 
I Anixi obteve 36 pontos e classificou-se em 13.º lugar, se bem que alguns a considerassem como favorita para vencer a competição. 

## Discografia

### Álbuns pessoais
| 1987 | Me hilies strofes     |                  |                      |      |                     |  |
| 1989 | Ektos Edras           |                  |                      |      |                     |  |
| 1990 | Ta 28 moy xronia      |                  |                      |      |                     |  |
| 1991 | I Anixi               | Disco de platina |                      |      |                     |  |
| 1994 | Kali Akroasi          |                  | 1993 Laika Monopatia | 1994 | Ola edo tha meinoun |  |
| 1996 | Me kourases/cd single | Disco de platina |                      |      |                     |  |
| 1996 | Na me proseheis       |                  |                      |      |                     |  |
| 2000 | Tha eimai edo         |                  |                      |      |                     |  |
| 2002 | San alitissa          |                  |                      |      |                     |  |
|      |                       |                  |                      |      |                     |  |

### Compilações
- Christougenna me ta asteria (Christmass with the Stars)
- SOS
- Konta sas
- Eurosongs
- Tihi Vouno
- Na maste pali edo Adrea
- Join the club
- Villa Mercedes